# Peter Donnelly
Peter Donnelly (3 de febrero de 1951) es un deportista británico que compitió en judo. Ganó una medalla de bronce en el Campeonato Europeo de Judo de 1980 en la categoría de –86 kg.
Participó en los Juegos Olímpicos de Moscú 1980, donde finalizó séptimo en la categoría de –86 kg.

## Palmarés internacional
| Campeonato Europeo | Campeonato Europeo | Campeonato Europeo | Campeonato Europeo |
| Año                | Lugar              | Medalla            | Categoría          |
| ------------------ | ------------------ | ------------------ | ------------------ |
| 1980               | Viena (Austria)    | Medalla de bronce  | –86 kg             |